# 도루 성공률
야구에서 주자가 도루를 시도했을 때 성공한 비율을 의미한다. 이는 도루 시도 중 실제로 베이스를 성공적으로 훔친횟수를 기준으로 계산되며, 도루 성공률이 높을수록 주자의 기동력과 판단력이 뛰어남을 나타낸다.
또한 그 선수가 얼마나 중요한 신체 능력을 지녔으며 게임이해력이 좋은지 또한 알 수 있다

## 계산법
- 타율 계산과 같다.
  - 도루를 성공한 횟수(SB)를 도루를 시도한 횟수(SB+CS)에 나눈다.
  - 나누면 그 선수의 도루 성공률이 나온다.
    - 단, 0.000까지만 제한이 있으며 0.0000의 자릿값은 반올림한다.

### 예시
베이브 루스가 도루를 18번 시도해서 그 중 15번 성공했다고 가정한다면, 15에 18을 나눈 그 값에서 0.000까지 떼고 반올림한다. 그렇다면 베이브 루스의 도루성공률은 0.833이 되는 것이다.
- 도루